# Cabo Ledo
Cabo Ledo är en udde i Angola.   Den ligger i provinsen Bengo, i den nordvästra delen av landet, 90 kilometer söder om huvudstaden Luanda.
Terrängen inåt land är platt. Havet är nära Cabo Ledo åt nordväst. Runt Cabo Ledo är det mycket glesbefolkat, med 7 invånare per kvadratkilometer..
Trakten runt Cabo Ledo består i huvudsak av gräsmarker.